# 奈梅亨
奈梅亨（荷蘭語：Nijmegen，荷蘭語發音：[ˈnɛi̯meːɣə(n)] ⓘ；位于荷兰东部，靠近德国边陲，人口约18万。奈梅亨是海尔德兰省第一大城市，也是荷兰历史最悠久的城市。欧洲著名研究型院校拉德堡德大学即坐落于此。

## 城市杂记
- 奈梅亨是荷兰足球队NEC奈梅亨的主场城市。
- 奈梅亨拒绝荷兰政治家，前欧盟委员弗里茨·博尔克斯泰因（Frits Bolkestein）的提议将城市名改为“瓦尔河畔马克索赫拉德”（Marxograd aan de Waal）。
- 奈梅亨是第一个公开进行麻将锦标赛的欧洲城市，赛事是在2006年6月15-26日举行的。
- 奈梅亨刚建成时叫做“Noviomagus”。
- EA公司游戏荣誉勋章：前线中的奈梅亨Waalbridge所展现的是奈梅亨桥的一部分。

## 重要节日
奈梅亨四天走路节是在每年七月第三個禮拜舉辦的國際慶典。為世界上最大型的行軍慶典。

## 友好城市
奈梅亨有下列5座友好城市：
- 俄罗斯，普斯科夫
- 尼加拉瓜，马萨亚
- 日本，東松山市
- 美国，奥尔巴尼
- 中国，苏州市。

## 画廊

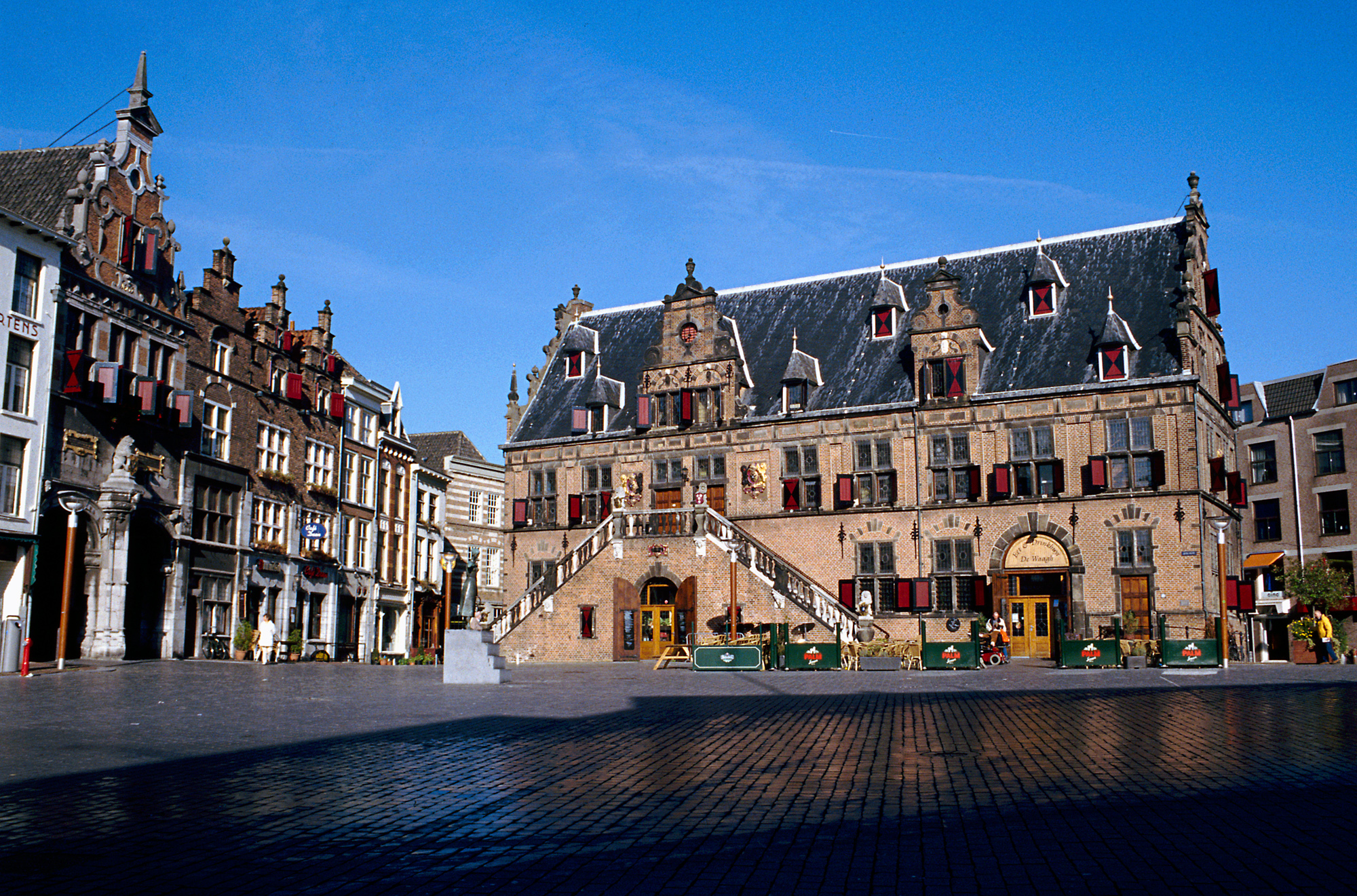
奈梅亨市场广场
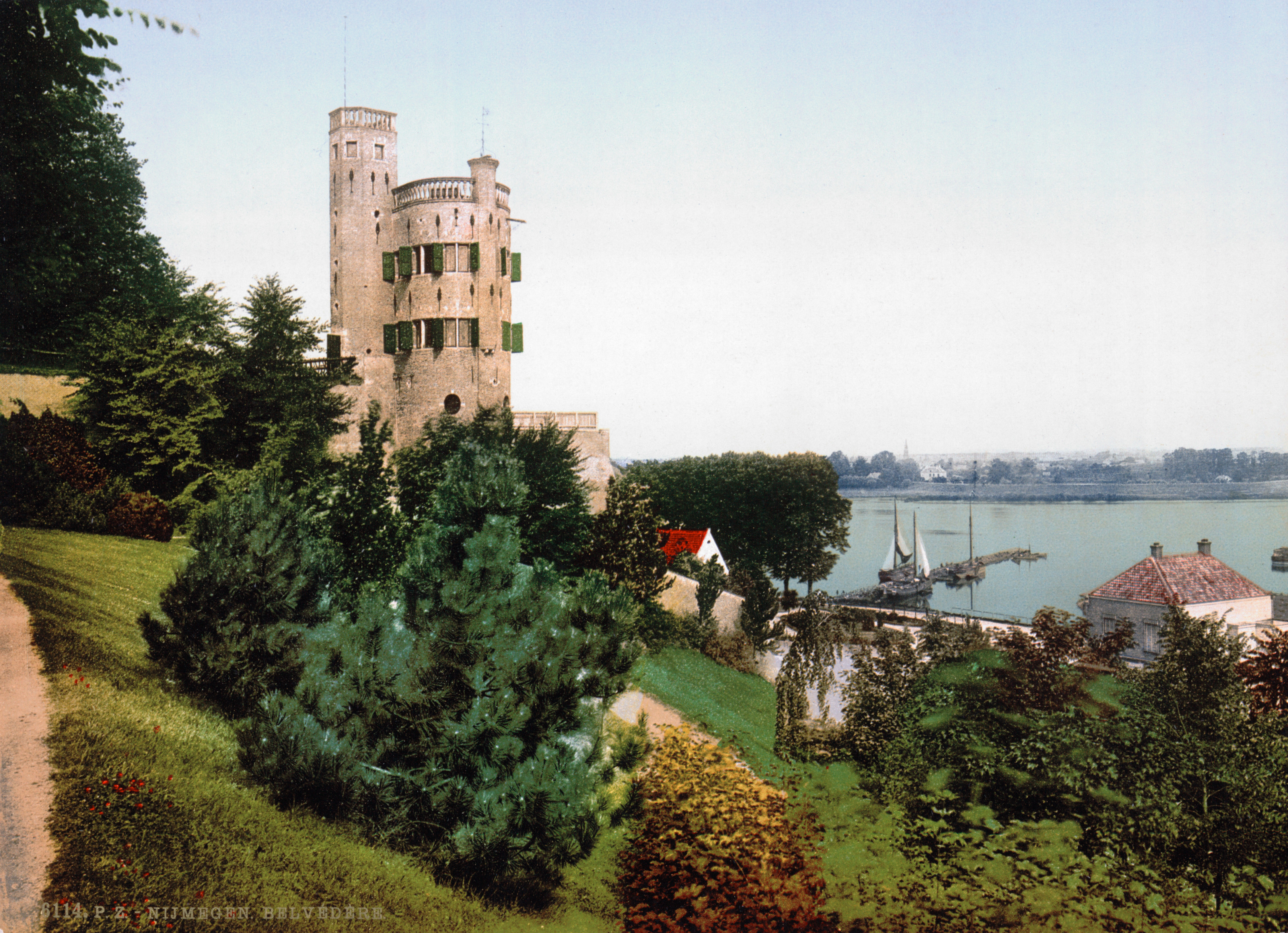
瞭望塔，现在是饭店
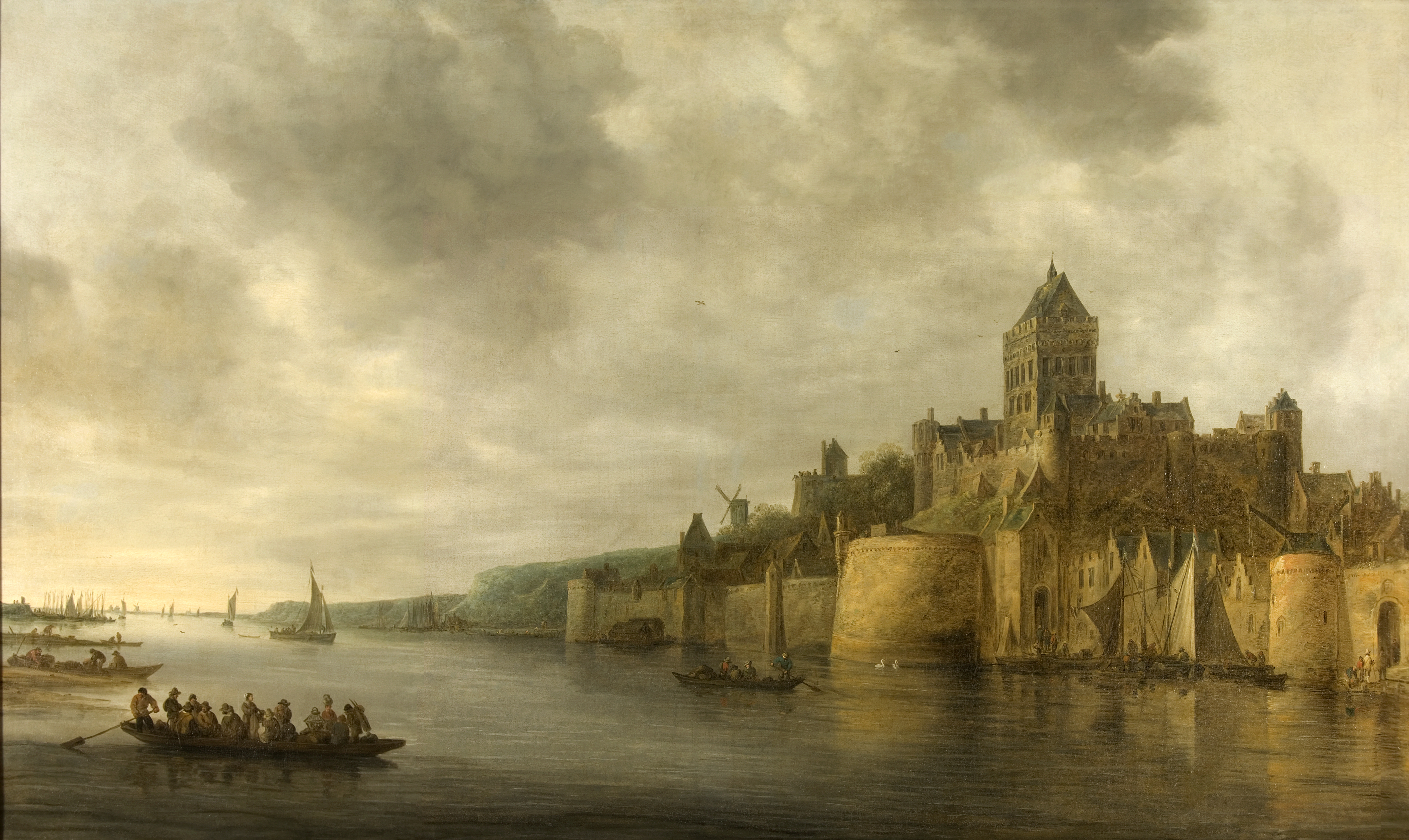
瓦尔河
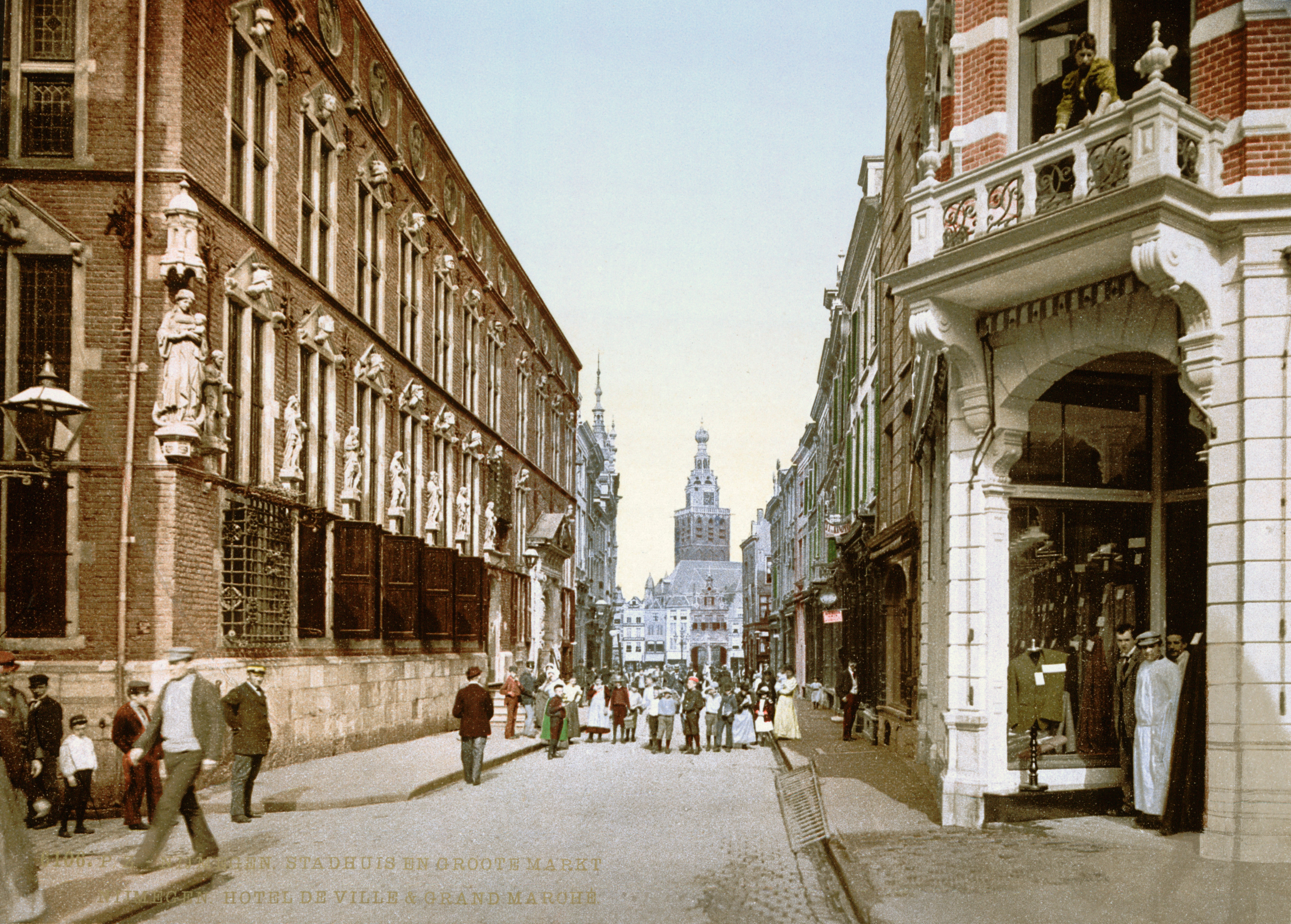
1900年的奈梅亨
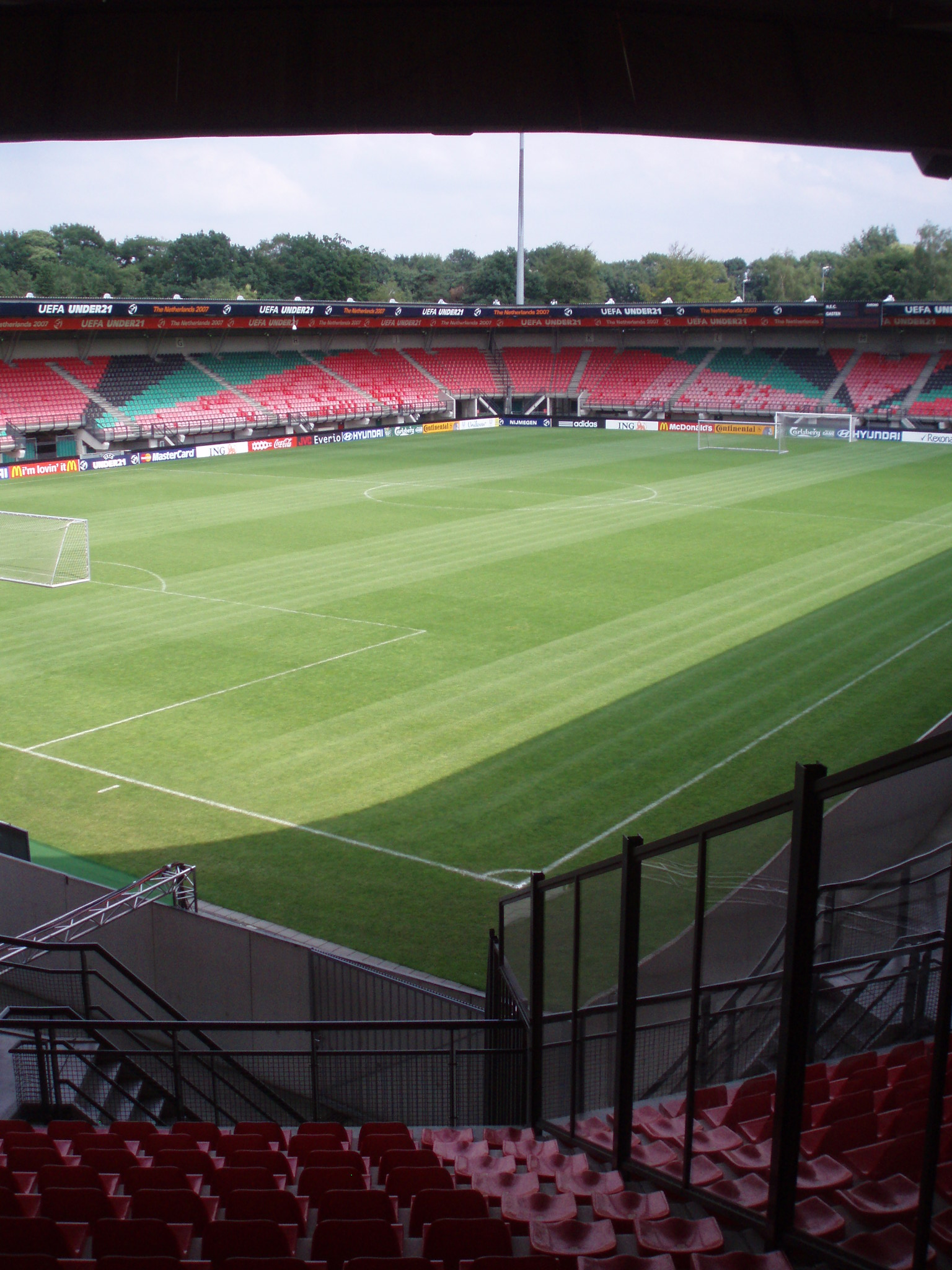
足球场
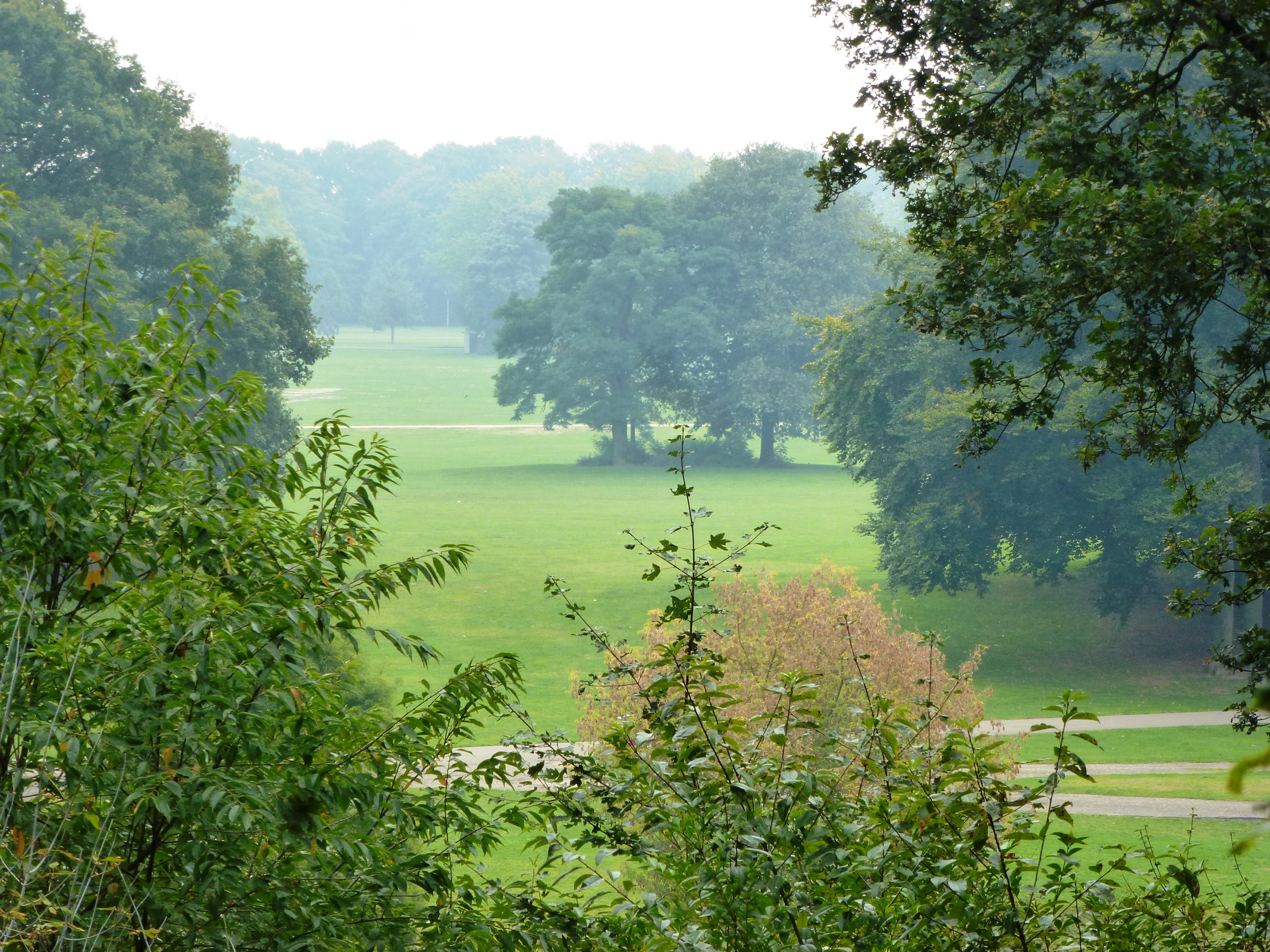
Goffertpark公园
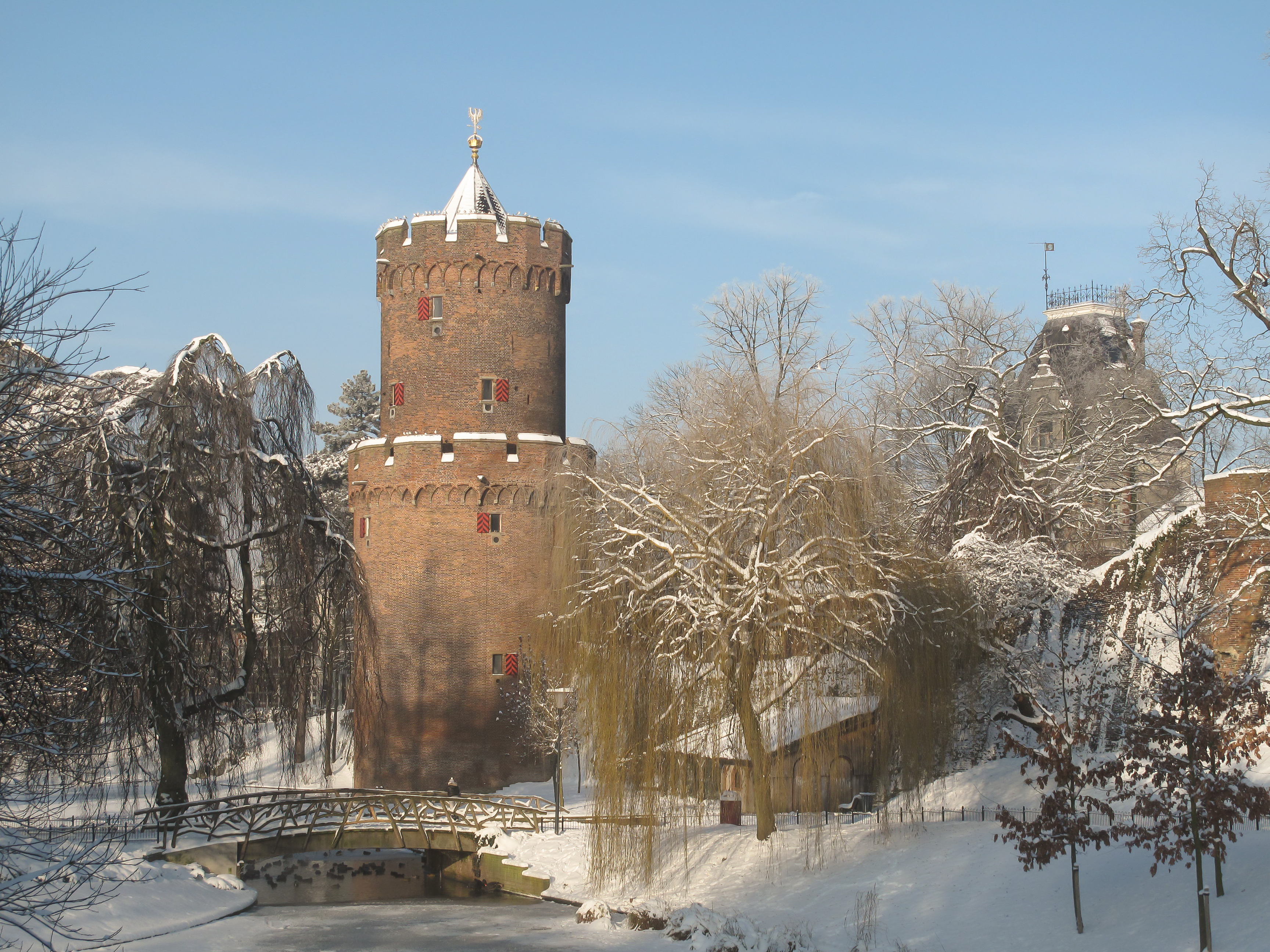
Kronenburgerpark公园
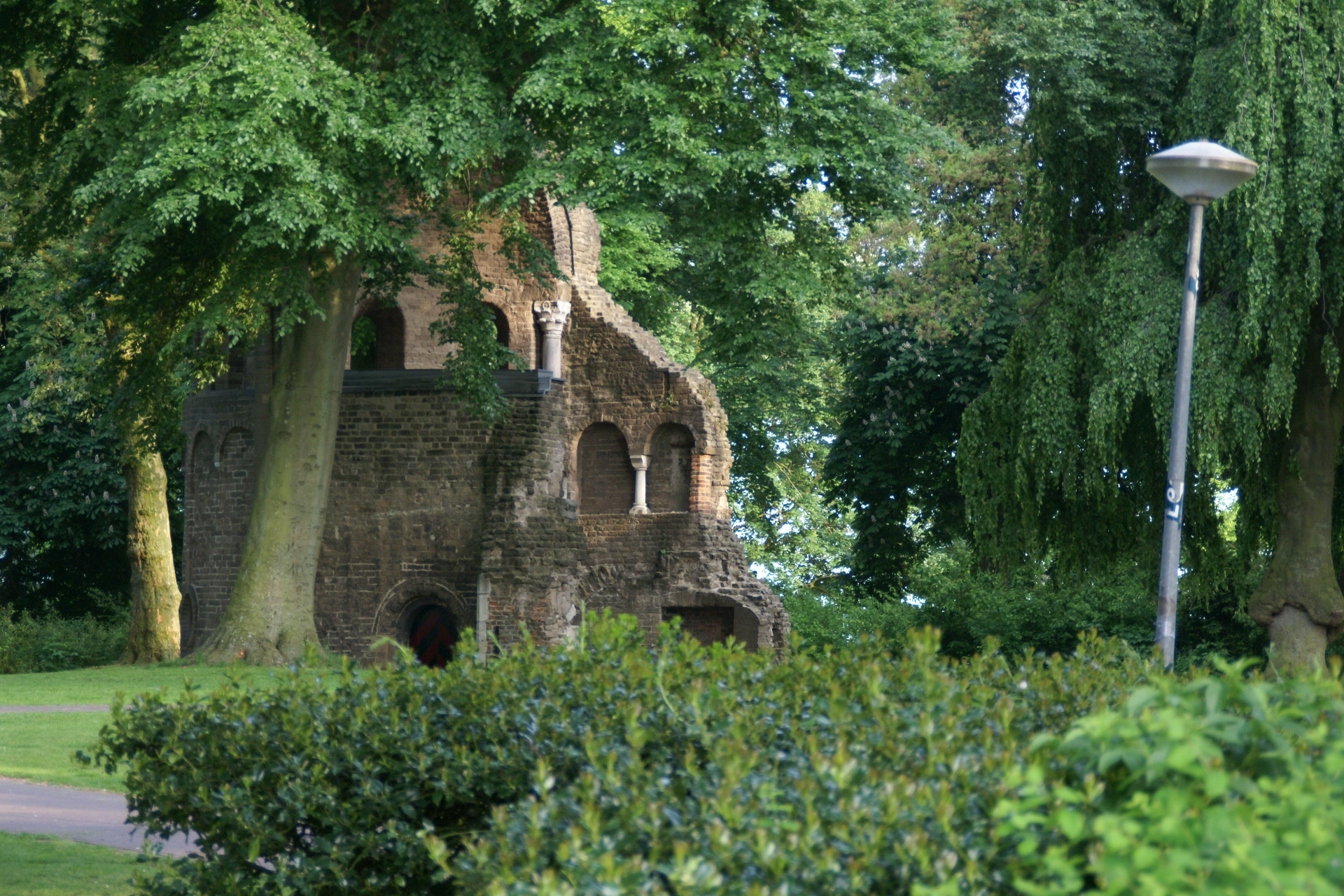
Valkhof Park公园
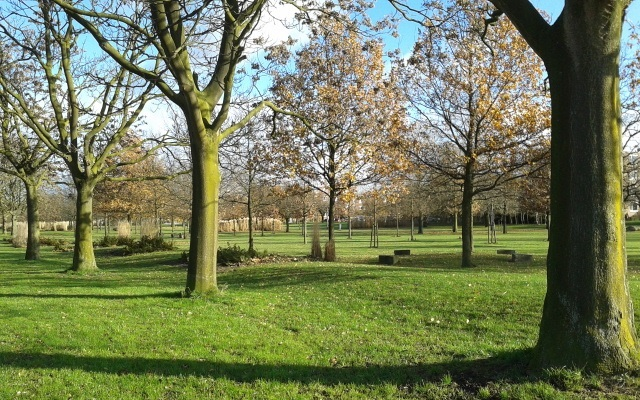
Park West公园